# Rue de Bonsecours
Pour les articles homonymes, voir Rue Bon-Secours et Rue du Bon Secours.
La rue de Bonsecours est une voie d'axe nord-sud du Vieux-Montréal.

## Situation et accès
La rue de Bonsecours relie (dans l'ordre des numéros civiques) la rue de la Commune (au sud) à la rue Saint-Antoine (au nord), au delà de laquelle elle devient la rue Saint-Denis.
Par contre, pour la circulation automobile, elle est à sens unique du nord vers le sud.

## Origine du nom
Elle porte le nom de la chapelle Notre-Dame-de-Bon-Secours à laquelle elle fait face, à la rue Saint-Paul et qu'elle longe ensuite à l'ouest.

## Historique
En 1675, on remplace la chapelle Notre-Dame-de-Bon-Secours de bois par une nouvelle chapelle en pierre.
La popularité croissante de la chapelle amène l'ouverture en 1681, au sud de la rue Saint-Paul, sur le côté ouest, d'une petite voie qu'on baptise Saint-Victor et qui conduit à la rive du fleuve. 
Au nord de la rue Saint-Paul, en face de la chapelle, un espace libre deviendra une rue qui prend en 1758 le nom de Bonsecours.
Le démantèlement des fortifications au début du XIXe siècle permet de prolonger la rue Bonsecours jusqu'à la rue Saint-Louis. 
En 1823, la rue est élargie du côté est entre la rue Notre-Dame et le Champ-de-Mars.
En 1876, la petite rue Saint-Victor prend aussi le nom de Bonsecours.

## Bâtiments remarquables et lieux de mémoire
Cette rue permet de contempler la chapelle Notre-Dame-de-Bon-Secours et la maison Du Calvet.
Certaines résidences ont été restaurées, dont : la maison Jane-Tate I (maison Nolin), aux numéros civiques 416 et 420, et la maison Papineau, au 440, rue de Bonsecours.

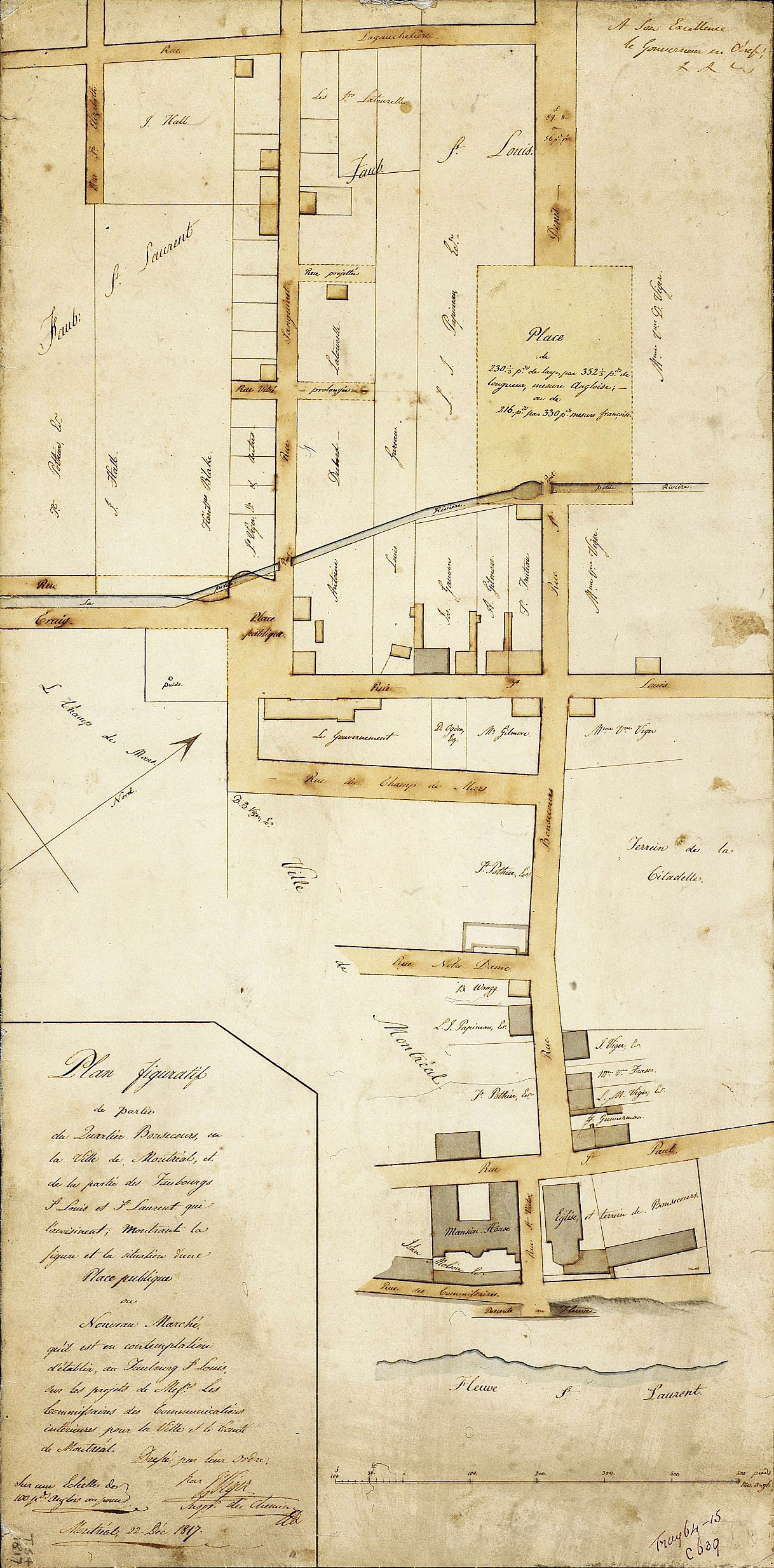
En 1817
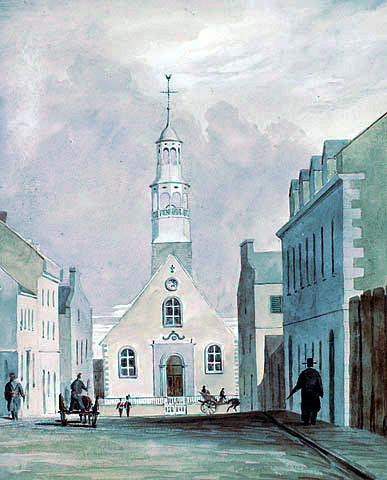
En 1841
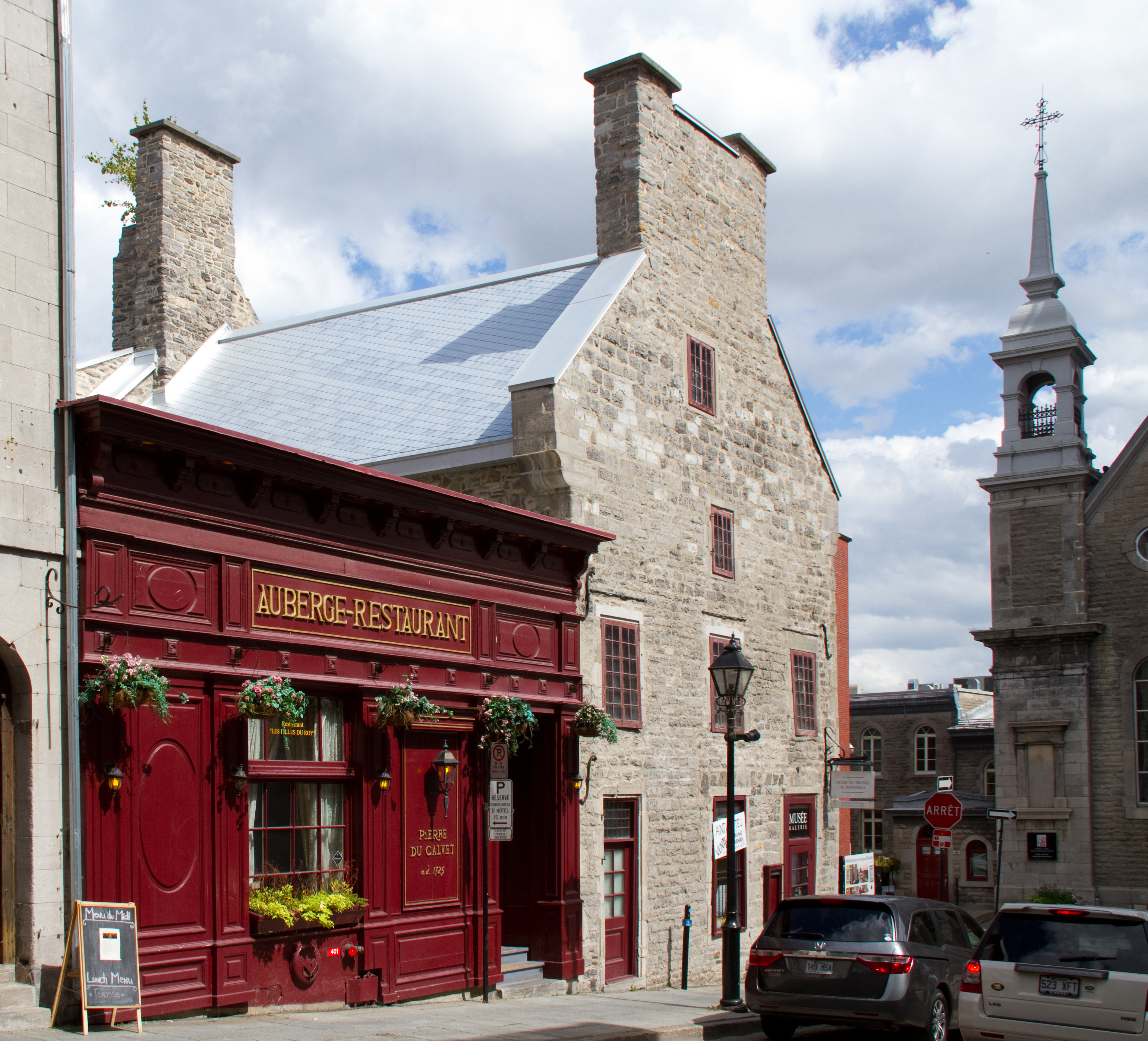
Maison Du Calvet
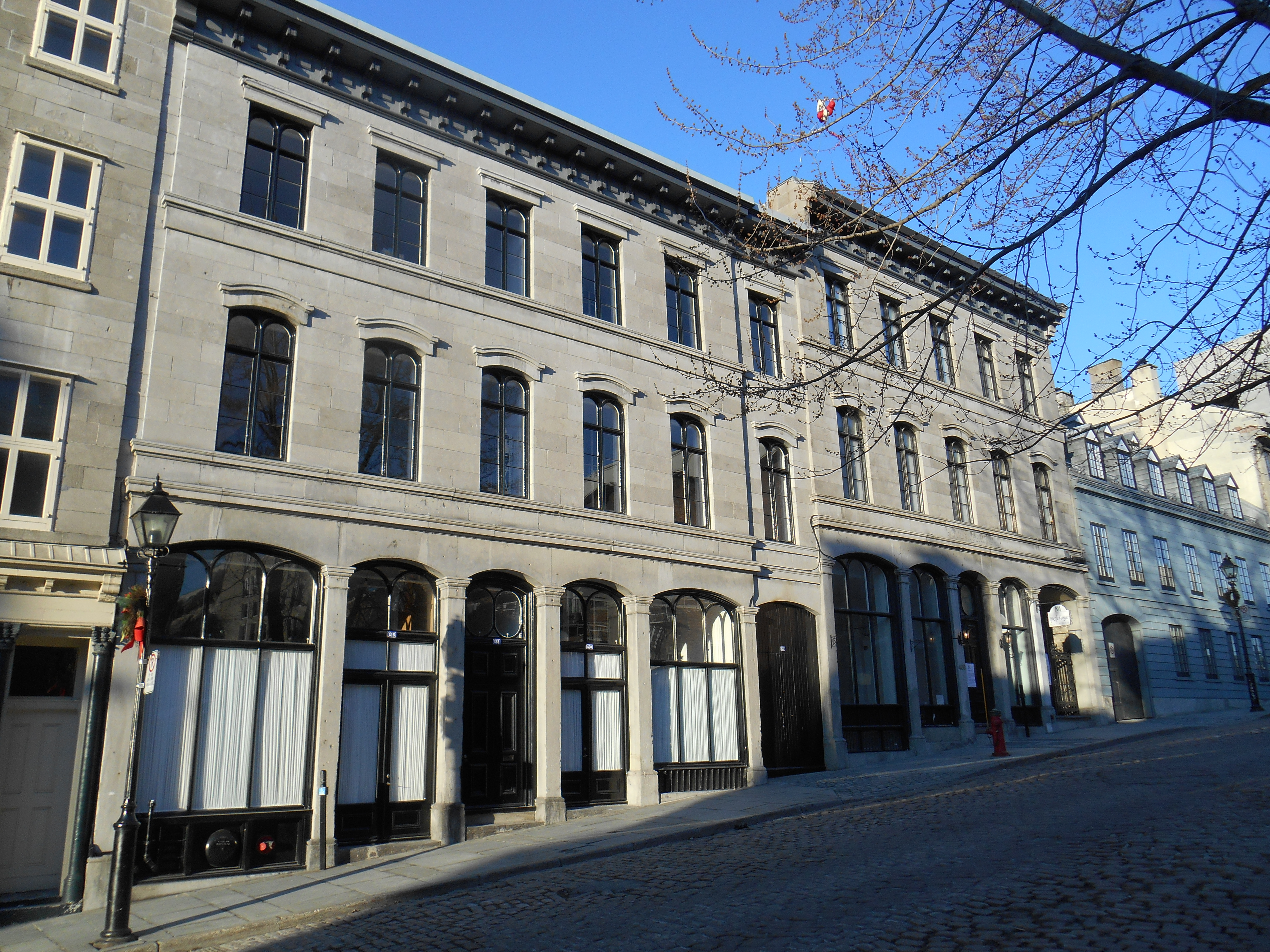
Maison Jane-Tate I (et II)
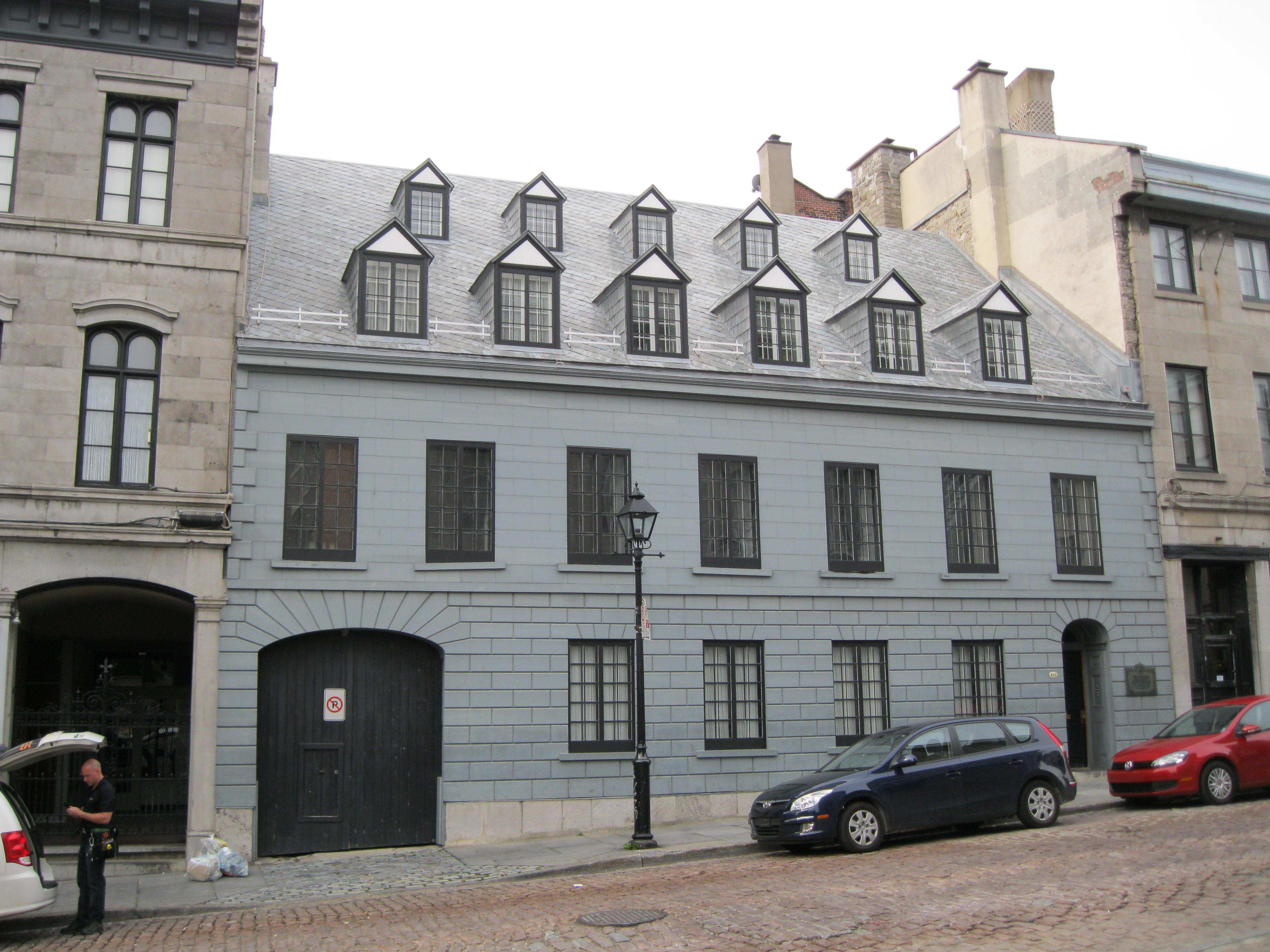
Maison Papineau